# Autostrada M74

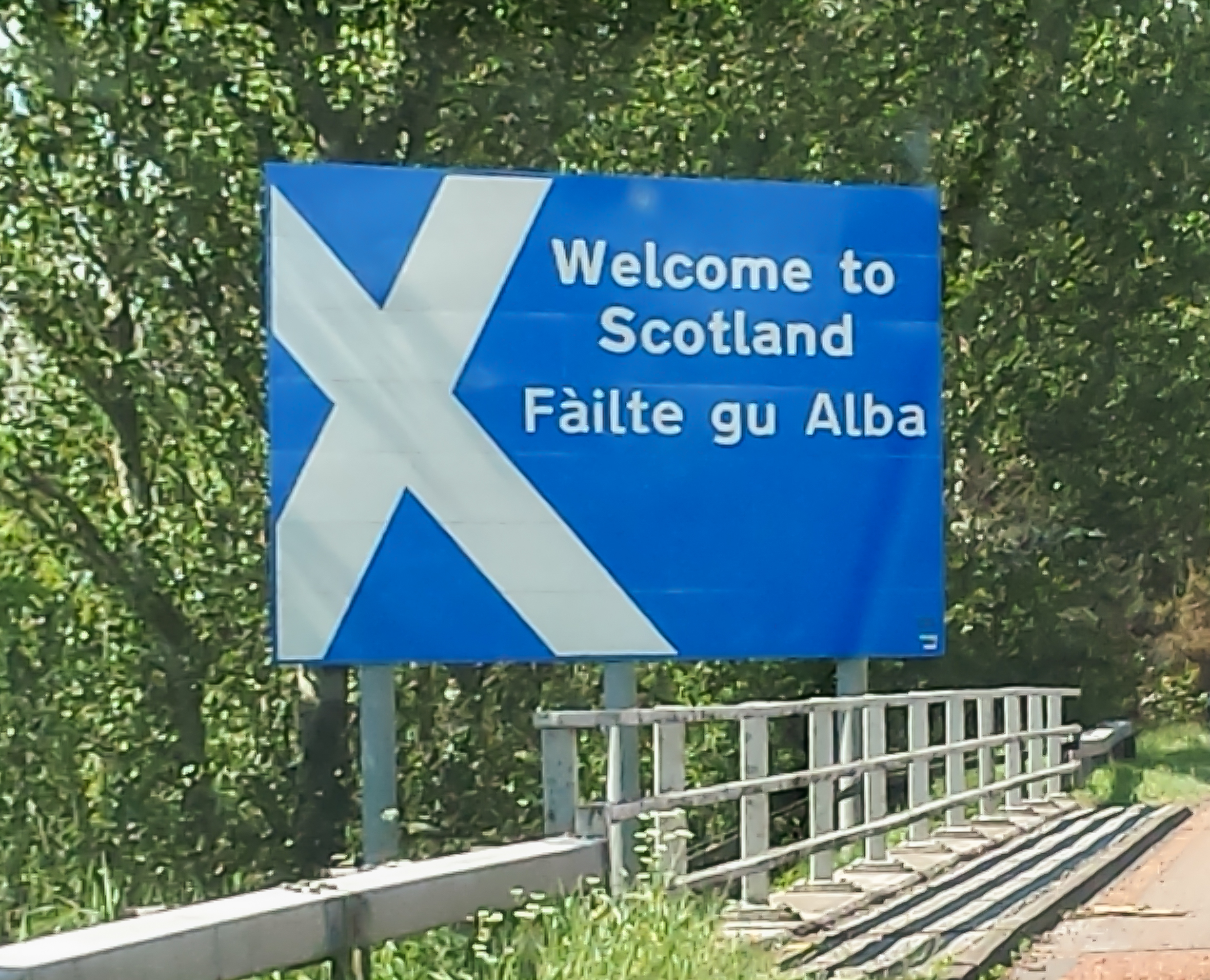
Tablica powitalna na A74(M) w kierunku północnym przy południowym końcu na granicy Szkocji

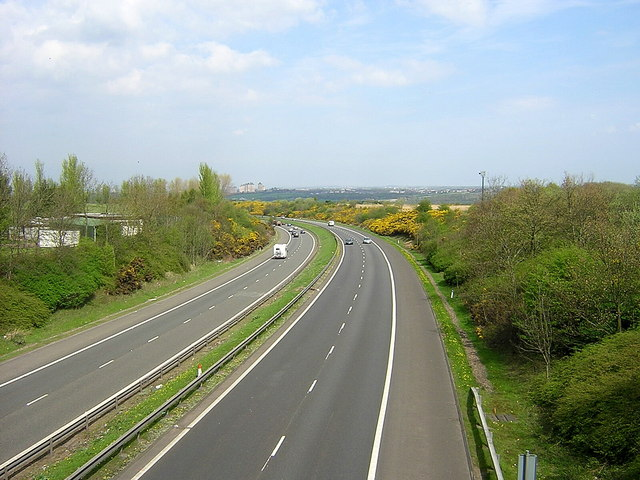
M74 w pobliżu Larkhall

Autostrady A74(M) i M74 (ang. M74 motorway, A74(M) road) – drogi tworzące główną autostradę w Szkocji, łączącą ją z Anglią. Trasy łączą autostradę M8 w centrum Glasgow z granicą angielsko-szkocką w miejscowości Gretna. Razem z arterią M6 tworzą jedno z trzech głównych szlaków tranzytowych pomiędzy Szkocją i Anglią. Stanowią fragment nieoznakowanej trasy europejskiej E5. Choć cała trasa potocznie nazywana jest M74, na ponad połowie swojej długości, na południe od Abington arteria oficjalnie jest oznaczana jako A74(M); zobacz sekcję opisującą problemy z nazewnictwem drogi.
Przed reformą numeracji tras europejskich w latach 80. autostrada M74 miała wspólny przebieg z arterią międzynarodową E33.

## Przebieg
Arteria rozpoczyna się na węźle z M8, na południe od Kingston Bridge. Stamtąd, przebiega najnowszym odcinkiem przez dzielnice Glasgow – Govanhill, Polmadie, Oatlands oraz, na wysokim nasypie, części pobliskich miast Rutherglen i Cambuslang. Za pomocą węzłów łączy się z Kingston, Polmadie Road, Eastfield i Tollcross, po czym dociera do znacznie starszego fragmentu M74. Następnie podąża mniej więcej w kierunku południowo-wschodnim obok miejscowości Uddingston, Bothwell, Hamilton oraz Motherwell i łączy się na węźle nr 5 (Raith Interchange) z drogą A725, z kolei w Larkhall łączy się z A71, drogą wschód-zachód. Na wysokości Abington zmienia się w A74(M). Dalej, omija Moffat i Lockerbie. Następnie przekracza granicę z Anglią, a w pobliżu Longtown przechodzi w M6.
Od węzła nr 4 w kierunku południowym pokrywa się z przebiegiem trasy E5 o relacji Greenock – Algeciras. Na północ od tego węzła E5 biegnie krótkim odcinkiem M73 aby połączyć się z M8 i podążać dalej na zachód, przez Glasgow, do Greenock.

## Historia

### Pierwotna M74 – lata 60.
A74 była pierwotną trasą z Glasgow do Carlisle, gdzie krzyżowała się z A7 i A6 w kierunku Londynu.
Rozpoczynając w latach 30., jednojezdniowa droga Gretna – Glasgow była stopniowo rozbudowywana do postaci dwujezdniowej. Prace ukończono na początku lat 70., wraz z oddaniem do użytku obwodnicy miejscowości Gretna.
Na północnym krańcu z powodu zabudowy nie można było dobudować drugiej jezdni. Powstała więc obwodnica, jako jedna z pierwszych szkockich autostrad – M74 z Draffan do Maryville (na północ od Uddingston), ukończona w 1969 roku. Węzły numerowano z południa na północ – była to powszechna praktyka stosowana w tamtych czasach, z numerami rosnącymi w miarę oddalania się od Londynu jako że nie istniały wtedy plany na przedłużanie trasy.
Północny fragment w pobliżu Hamilton zbudowano jako drogę dwujezdniową o trzech pasach ruchu na kierunek, zwężającą się do dwóch pasów w każdą stronę na południe od węzła nr 4. Arteria przechodziła w dwujezdniową A74 z Draffan, która kończyła się na węźle nr 44 autostrady M6 w Carlisle.

### Pierwsze przedłużenie (1984–1987)
Południowe fragmenty, nie wymagające obwodnicy, nie zostały pierwotnie rozbudowane do parametrów autostrady. Uzyskały postać drogi dwujezdniowej bez pasów awaryjnych i bezkolizyjności. Stopniowa budowa M6 z Rugby (gdzie krzyżowała się z M1 do Londynu) do Carlisle w 1970 r., gdzie kończyła się na A74, oznaczała cały szlak drogowy z Glasgow do Londynu jako dwujezdniowy.
Doprowadziło to do apeli o drugą rozbudowę już dwujezdniowej A74 Draffan – M6, tym razem do parametrów autostrady. Ponieważ rząd już wcześniej sfinansował pierwszą przebudowę drogi, początkowo był temu przeciwny. W 1972 roku Rząd Szkocji zgodził się na przedłużenie M74 z Draffan do dzisiejszego węzła nr 12 w Millbank. Odcinek ten zbudowano w trzech częściach, oddawanych do użytku w latach 1986–1987. Powstała z dwoma pasami ruchu w każdą stronę, uwzględniając obwodnicę Lesmahagow, jako M74.
W 1984 r., w ramach przygotowań do przedłużenia drogi na południe, zmieniono kolejność numerów węzłów na rosnące w stronę południową; Raith (węzeł nr 5) w pierwotnym schemacie numeracji (południe-północ) pozostał jako węzeł 5, Maryville (ówcześnie najbardziej wysunięty na północ węzeł) otrzymał numer 4, zaś pozostałe niższe cyfry przygotowano do przypisania węzłom w ciągu spodziewanego przedłużenia arterii w kierunku północnym.
Po otwarciu południowego przedłużenia, węzeł Draffan – pierwotnie nr 1 – został zlikwidowany, a węzeł nr 9 (pierwszy na nowym odcinku) był i wciąż jest jedynym węzłem w stronę południową (tuż przy Blackwood) umożliwiającym wjazd na starą A74 i do miejscowości Blackwood, Kirkmuirhill, Lesmahagow oraz Coalburn.

### Przedłużenie do granicy angielsko-szkockiej w latach 90. (1992–1999)
W 1987 roku Rząd Wielkiej Brytanii zaangażował się w rozbudowę pozostałej części A74 między węzłem nr 12, a M6 do parametrów autostrady. W chwili oddania do użytku w 1991 roku pierwszego odcinka, aż do Abington (węzły 12–13), otrzymał on oznaczenie M74. Następnie rząd zapowiedział dokończenie drogi jako M6, i że obie autostrady połączą się w Carlisle. Szkocki odcinek A74 był rozbudowywany etapami, które otrzymywały tymczasowe oznaczenie A74(M) do czasu ukończenia wszystkich prac. Zbudowano trzynastokilometrowy (ośmiomilowy) odcinek po stronie angielskiej i połączono go z M6. Powstały z trzema pasami ruchu w każdą stronę. W 1995 roku udostępniono przedłużenie trasy na północ, do Fullerton Road w Glasgow, jako M74. W 1999 roku ukończono przebudowę fragmentów A74.

### M6 Carlisle – Guards Mill (2004–2008)
W 2004 roku ogłoszono plany ulepszenia angielskiej części A74 (Cumberland Gap) od granicy ze Szkocją w miejscowości Gretna do Carlisle. Odcinek ten, którego koszt budowy wyniósł 174 miliony funtów, powstał tak jak planowano w latach 90. trasę M6. Został udostępniony dla ruchu 5 grudnia 2008. Projekt uwzględniał także budowę nowego mostu nad rzeką Esk.
Dzięki temu z Londynu biegnie ciągła autostrada do Glasgow, o czterech numerach (M1, M6, A74(M) i M74).

### Północne przedłużenie M74 do M8 (2008–2011)
Budowa sześciopasowego przedłużenia M74 na północ o 8 km (5 mil) przez południowo-wschodnią część Glasgow do M8 została rozpoczęta w 2008 roku, a oddanie do użytku nastąpiło 28 czerwca 2011. W związku z powstaniem autostrady zlikwidowano boisko sportowe Rosebery Park.
Odcinek w centrum miasta ma pełnić podobną rolę do nigdy nie zbudowanej południowej sekcji planowanego w latach 60. wewnętrznego pierścienia drogowego Glasgow, pierwotnie przedstawionego w tzw. Raporcie Bruce’a w latach 40., ukończonego jedynie w połowie. Plany te skupiały lokalnych działaczy oraz ekologów protestujących przeciwko budowie; ich apelacja wobec zarządzeń drogowych została oddalona w czerwcu 2006 roku. 28 maja 2008 r. pierwszy minister Szkocji Alex Salmond oficjalnie zainaugurował prace budowlane.
Realizacja projektu wymagała prac archeologicznych, które były jednymi z największych serii koordynowanych wykopalisk wykonywanych w przemysłowym mieście w zachodniej Europie. Z powodu skali projektu, w latach 2007–2008 za prace archeologiczne odpowiadała spółka joint venture, powstała przy współpracy Headland Archaeology i Pre-Construct Archaeology; w tym czasie ponad 100 archeologów badało teren 8 dawnych obszarów przemysłowych. Odkrycia obejmowały m.in. Govan Iron Works i związane z nimi mieszkania pracownicze, kaledońską ceramikę, fragment XIX-wiecznej kamienicy, fabrykę ciastek, zakłady przetwórstwa wapnia. Wykopaliska zarówno zakładów produkcyjnych, jak i miejsc mieszkalnych zapewniły unikalny wgląd w sposób wytwarzania rzeczy oraz sposoby ich użytkowania.
Wśród znalezisk znalazły się cegły z lokalnych manufaktur, fragmenty szkła okiennego i butelek oraz oznaczeń ceramicznych lub dokumentów transferowych z różnymi nazwiskami klientów.
Budowa autostrady, której koszt początkowo zakładano na 445 milionów funtów wyniosła 437 milionów. Całkowity koszt projektu szacuje się na 692 miliony, po uwzględnieniu wykupu ziemi. Przyznano także 12 milionów funtów zasiłku na spoinowanie starych wyrobisk kopalnianych.

### East End Regeneration Route

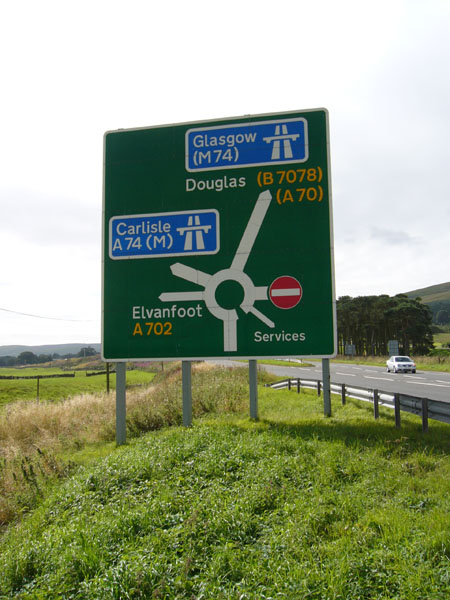
Drogowskaz na drodze A702 przedstawiający zmianę w numeracji dróg.

Budowa Trasy Regeneracyjnej East End (ang. East End Regeneration Route; oznaczanej jako A728) wykorzysała istniejące odcinki drogi oraz wcześniej nieużywane grunty; docelowo trasa ma połączyć północne przedłużenie M74 z autostradą M80 na węźle Provan Gas Works. Etapy I oraz II, między węzłem 1A arterii M74 (Polmadie) a drogą A89 na zachód od Parkhead rozpoczęto w 2008 roku i ukończono w 2012, natomiast realizacja etapu III od Parkead do M80 nie przebiegała zgodnie z założeniem. Pomimo akceptacji planów na początku 2016 r., prace nie zostały rozpoczęte; w 2021 roku potwierdzono jedynie analizę przez radę miejską przy problemach z finansowaniem oraz opozycją ze strony środowisk powiązanych z ekologią.

### Star of Caledonia
Planowane jest wzniesienie nowej rzeźby pod nazwą Star of Caledonia (pol. Gwiazda Kaledonii) w pobliżu miejscowości Gretna. Jednym z założeń jest widoczność rzeźby z autostrady, jednak nie będzie ona w żaden sposób oznakowana.

## Problemy z nazewnictwem
Autostrada zwykle określana jest jako M74, ale na południe od Abington jako A74(M) – oznaczenie to widnieje na każdym ze znaków, z wyjątkiem jednego wskazującego na M74 w miejscu obsługi podróżnych Gretna Green. Ponieważ autostrada jest jednym ciągłym szlakiem i ma ciągły system numeracji węzłów bywa błędnie uznawana w całości za M74. Przeważnie oznaczenia ulepszanych dróg klasy A jak A74(M) przypisywane są do krótkich odcinków omijających istniejącą drogę, podczas gdy M74/A74(M) stanowi jedną trasę międzymiastową.
Gdy w latach 90. powstawała A74(M), na wielu znakach nanoszono łatki z oznaczeniem A74(M): po ich zdjęciu ukazuje się oznaczenie M6. Jeden z nich, przy punkcie Agencji Obsługi Pojazdów i Operatorów (ang. Vehicle and Operator Services Agency; skrótowo VOSA), oznajmia o jeździe arterią M6 w kierunku południowym (M6 South) zamiast A74(M) (A74(M) South). Utrzymało to anomalię – M74 rozpoczynała się w Glasgow, następnie przy węźle nr 13 przechodziła w A74(M) na kolejne 64 km (40 mil) do granicy z Anglią. W międzyczasie, angielska trzynastokilometrowa (ośmiomilowa) część A74 nie została przebudowana z powodu braku środków, pozostawiając tzw. dziurę Cumberland (ang. Cumberland Gap) w postaci zwykłej drogi dwujezdniowej pomiędzy trzypasowymi autostradami. Aż do około 1996 r. zmiana oznaczenia na M6 po zamknięciu „dziury” była uważana za definitywną. Po zaprzysiężeniu rządu w 1999 roku, który miał odpowiadać za drogi w Szkocji, Sarah Boyack – ówczesna minister transportu – stwierdziła, że „Nie mamy planów na zmianę nazwy lub oznaczeń autostrad M74 czy A74(M) między Glasgow, a granicą na M6”.

## Zmiana numeracji węzłów
Gdy pierwotne odcinki autostrady powstawały w latach 60., autostrada była numerowana w relacji południe-północ – w Draffan był węzeł nr 1, południowe zakończenie na dwujezdniowej A74, a w Maryville węzeł nr 6. Kiedy M74 miała zostać wydłużona na południe od Draffan w latach 80., została przenumerowana – w 1984 roku w ramach przygotowań do otwarcia południowego przedłużenia – w linii północ-południe. Węzeł Raith (lub The Raith) pozostał jako nr 5, do Maryville przypisano nr 4 co pozwalało na dalsze przedłużanie drogi na północ, w stronę Glasgow. Pierwotny węzeł nr 1 w Draffan został zamknięty i zastąpiony pierwszym nowym węzłem (nr 9) Blackwood, wykorzystując jezdnię południową dawnej A74 jako łącznicę. Pozostałości po łącznicy z jezdnią południową wciąż są widoczne na Draffan Road, a łącznica Blackwood jest obecnie użytkowana w formie dojazdu do nowych zabudowań. W ramach przygotowań do przedłużenia arterii do M8 na południe od Kingston Bridge w 2010 roku przemianowano węzły 1–3 pierwszego północnego przedłużenia na 2A, 3 i 3A aby móc w przyszłości ponumerować nowe.

## Lista węzłów

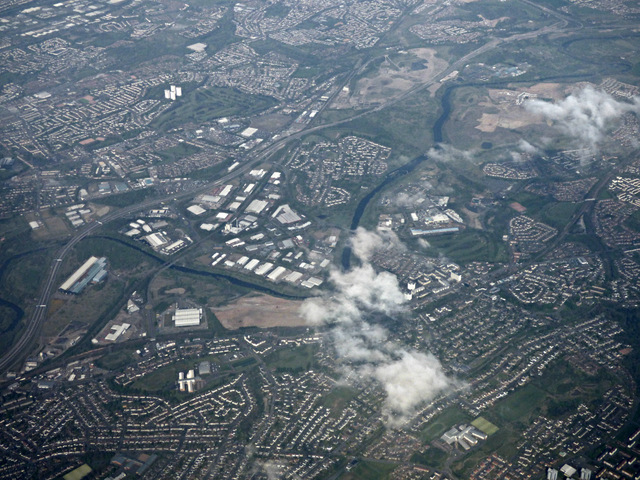
M74 biegnąca przez Cambuslang

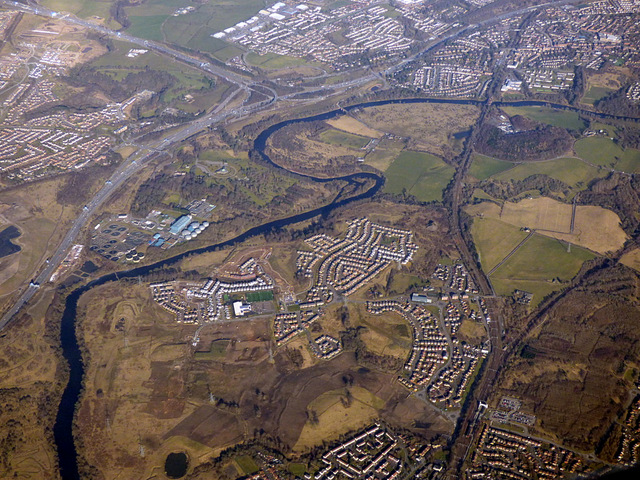
M73 i M74

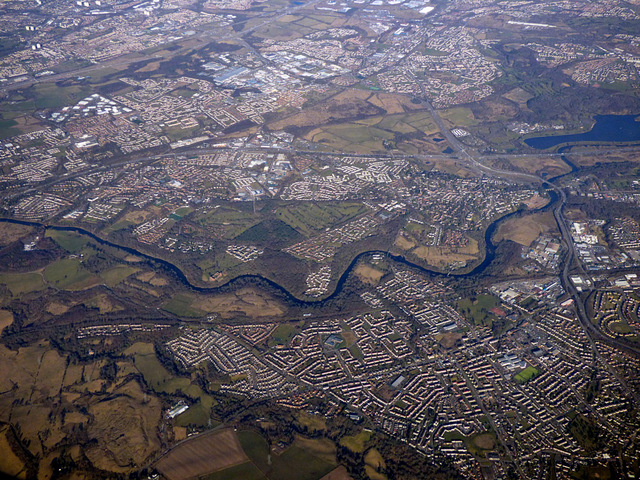
M74 przy Blantyre i rzece Clyde

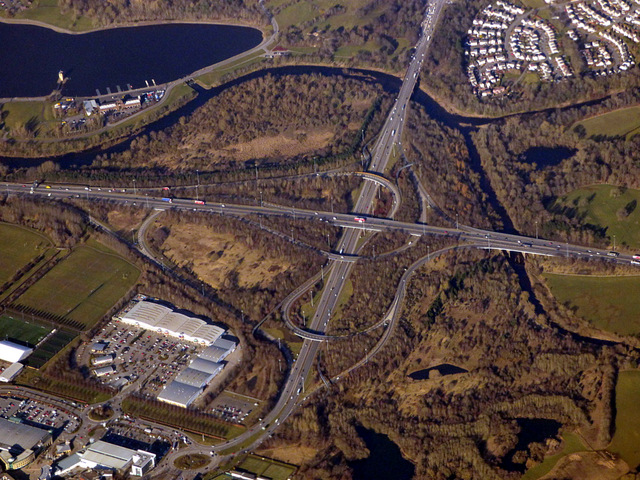
Zdjęcie lotnicze węzła nr 6 na M74 (Hamilton)

| Autostrada M74                                                |                               |                                                          |
| Wyjazd w kierunku północnym                                   | Węzeł                         | Wyjazd w kierunku południowym                            |
| Glasgow Airport M8 Kilmarnock M77                             |                               | Początek autostrady                                      |
| Tradeston Kinning Park                                        | 1 (Kingston)                  | Tradeston Kinning Park                                   |
| Polmadie B763 Rutherglen (A730)                               | 1A (Polmadie Road)            | Polmadie B763 Rutherglen (A730)                          |
| Rutherglen, Cambuslang A724                                   | 2 (Cambuslang Road)           | Rutherglen, Cambuslang A724                              |
| Tollcross, Rutherglen A74                                     | 2A (Fullarton)                | Tollcross Cambuslang A74                                 |
| Shettleston, Cambuslang A763                                  | 3 (Carmyle)                   | Brak łącznicy                                            |
| Brak łącznicy                                                 | 3A (Daldowie)                 | Tannochside, Uddingston A721                             |
| Stirling, Kincardine Bridge M73 Uddingston, Mount Vernon A721 | 4 (Maryville)                 | Stirling, Kincardine Bridge, Edinburgh M73               |
| Brak dostępu                                                  | Miejsce Obsługi Podróżnych    | MOP Bothwell Tylko w kierunku południowym                |
| Bellshill, Coatbridge, East Kilbride A725 Edinburgh (A8)      | 5 (Raith)                     | Bellshill, Coatbridge, East Kilbride A725 Edinburgh (A8) |
| MOP Hamilton Tylko w kierunku północnym                       | Miejsce Obsługi Podróżnych    | Brak dostępu                                             |
| Hamilton, Motherwell, Wishaw A723                             | 6 (Hamilton)                  | Motherwell, Wishaw, Hamilton A723                        |
| Brak łącznicy                                                 | 7                             | Lanark, Larkhall A72                                     |
| Kilmarnock, Edinburgh A71 Larkhall B7078                      | 8                             | Kilmarnock, Edinburgh A71                                |
| Brak łącznicy                                                 | 9                             | Kirkmuirhill, Blackwood, Lesmahagow, Coalburn B7078      |
| Lesmahagow, Kirkmuirhill, Blackwood B7078                     | 10                            | Brak łącznicy                                            |
| Brak łącznicy                                                 | 11/Miejsce Obsługi Podróżnych | Edinburgh, Ayr B7078 (A70) MOP Happendon (Cairn Lodge)   |
| Edinburgh, Ayr A70 MOP Happendon (Cairn Lodge)                | 12/Miejsce Obsługi Podróżnych | Brak łącznicy                                            |
| Kontynuacja jako M74                                          | 13/Miejsce Obsługi Podróżnych | Edinburgh A702 Lanark (A73) MOP Abington                 |
| Autostrada A74(M)                                             |                               |                                                          |
| Wyjazd w kierunku północnym                                   | Węzeł                         | Wyjazd w kierunku południowym                            |
| Edinburgh A702 Lanark (A73) MOP Abington                      | 13                            | Kontynuacja jako A74(M)                                  |
| Crawford A702 Thornhill (A76), Crawfordjohn                   | 14                            | Crawford A702 Thornhill (A76), Crawfordjohn              |
| Moffat, Dumfries A701, Selkirk (A708)                         | 15                            | Dumfries, Moffat A701, Selkirk (A708)                    |
| Johnstonebridge B7076 MOP Annandale Water                     | 16/Miejsce Obsługi Podróżnych | Johnstonebridge B7076 MOP Annandale Water                |
| Lockerbie B7068                                               | 17                            | Lockerbie B7068 Dumfries (A709)                          |
| Lockerbie B723 Dumfries (A709)                                | 18                            | Brak łącznicy                                            |
| Ecclefechan B7076                                             | 19                            | Ecclefechan B7076                                        |
| Eaglesfield, Annan B722                                       | 20                            | Eaglesfield, Annan, Kirtlebridge B722                    |
| Kirtlebridge, Kirkpatrick Fleming B7076 Canonbie B6357        | 21                            | Canonbie B6357 Kirtlebridge, Kirkpatrick Fleming B7076   |
| MOP Gretna Green                                              | Miejsce Obsługi Podróżnych    | MOP Gretna Green                                         |
| Dumfries, Stranraer, Gretna A75                               | 22                            | Longtown (A6071) Gretna, Gretna Green B7076              |
| Wjazd do Szkocji                                              | Granica                       | Wjazd do Anglii                                          |
| Początek autostrady A74(M)                                    | M6 45                         | Kontynuacja jako M6 do Carlisle, Penrith i The South     |

### Oficjalne strony rozbudowy
- Northern extension [online] [zarchiwizowane 2002-07-11] (ang.).
- M6 Carlisle to Guards Mill Extension [online], Highways Agency [zarchiwizowane z adresu 2012-08-24] (ang.).

### Inne
- JAM74: Joint Action against the M74 [online] [zarchiwizowane 2005-04-02] (ang.).
- M74/A74(M) Glasgow to Carlisle [online], The Motorway Archive [zarchiwizowane z adresu 2009-02-07] (ang.).
- Final go-ahead for M74 extension. BBC News. [dostęp 2022-04-05]. (ang.).
- M74 – M8 interchange: New M74 etension to improve Glasgow’s motorway network. Clyde Waterfront. [dostęp 2022-04-05]. (ang.).